# Santa Rita (Torino)
Santa Rita (così anche in piemontese) è il quartiere della zona sud-ovest di Torino. Insieme a Mirafiori Nord, costituisce la Circoscrizione 2 della città che, dal 2016, con reg. comunale di decentramento n. 374, ha accorpato anche il quartiere di Mirafiori Sud (ex Circoscrizione 10).

Il quartiere prende il nome dalla chiesa-Santuario dedicata a Santa Rita da Cascia, edificata in stile neoromanico medioevale nella prima metà del XX secolo.
Il quartiere è delimitato:
- a nord, da Via Tirreno - Corso IV Novembre - Corso Monte Lungo - Corso Lepanto (confine con Borgo San Paolo e Crocetta)
- a ovest, da Corso Siracusa (confine con Mirafiori Nord)
- a est, da Corso Unione Sovietica (confine con Borgo Filadelfia, Lingotto)
- a sud, da Corso Cosenza (confine con Mirafiori Nord)

La zona si popolò principalmente negli anni sessanta e settanta ed oggi appare ricca di servizi e esercizi pubblici.

Il quartiere inoltre, ospita un vasto complesso sportivo, principalmente composto dal riqualificato Stadio Olimpico Grande Torino di calcio, sulle basi del precedente Stadio Comunale Vittorio Pozzo, ampliato in occasione dei XX Giochi olimpici invernali di Torino del 2006; di stesso periodo è l'adiacente Palasport Olimpico o PalaIsozaki, dal 2015 viene chiamato col nome di PalaAlpitour e dal 2024 è diventato InalpiArena per ragioni di sponsorizzazione, ma spesso i torinesi, preferiscono identificarlo con i precedenti nomi.

Sono altresì presenti due parchi comunali, il Parco Rignon (più piccolo), e la Piazza d'Armi (o parco Cavalieri di Vittorio Veneto), più grande, adiacente al suddetto Stadio e prospiciente al mercato urbano di Corso Sebastopoli.

## Storia

### Le origini agricole
Il territorio fu inizialmente diviso in poderi agricoli, che subirono un frazionamento a partire dal XV secolo, periodo in cui vennero costruite numerose cascine. Gli edifici rurali, circondati da campi coltivati e bealere (piccoli canali di irrigazione), erano collegati con la città da due assi stradali: lo stradone di Stupinigi (l'attuale corso Unione Sovietica) e la strada di Orbassano (l'attuale corso Orbassano). La definitiva fisionomia agricola dell'area si stabilizzò nel XVII secolo. Le cascine più note erano la Martiniana (oggi Centrale del Latte), la Olivero di Via Arbe e la Grangia di Via Caprera, oggi pressoché in rovina.

### XVIII-XIX secolo
Durante l'assedio di Torino del 1706, la zona fu compresa tra due linee di controvallazione e circonvallazione dell'esercito francese. L'area fu scelta come centro di comando dal duca de la Feuillade, il generale responsabile dell'attacco da sud-ovest. La cascina Olivero ospitava il quartier generale dell'esercito stesso; la cascina Grangia, all'epoca ancora munita delle mura medievali, fu invece destinata a fureria, mentre la Martiniana fu trasformata in forno per il pane. Tutti gli edifici furono uniti con delle opere di fortificazione (mura e valli), collegate con un sistema di trincee.
A partire dagli anni trenta del XVIII secolo, il territorio fu principalmente suddiviso fra due "feudi" (ossia tenute agricole intestate a diversi conti): il feudo di Santa Brigida (detto anche di Pozzo Strada) ed il feudo di Roccafranca (detto anche de il Gerbo). Verso il 1760 fu realizzata, secondo l'ordine del marchese Giambattista Amoretti di Osasio, Villa Amoretti.
Con la costruzione della prima cinta daziaria nella prima metà del XIX secolo, la futura Piazza Santa Rita ospiterà l'ingresso da sud-ovest della città, la cosiddetta Barriera di Orbassano.

### Primo Novecento
Il tradizionale impianto agricolo rimase pressoché intatto, almeno fino ai primi del Novecento, quando furono costruiti i primi edifici al di fuori della cinta daziaria: lo sviluppo urbano infatti, venne fissato intorno alle barriere doganali di Orbassano e Stupinigi e alle relative direttrici stradali, secondo i piani regolatori del 1887, del 1901 e del 1908. Le prime case popolari di via Tripoli 71-75 sorsero tra il 1908 e il 1912, mentre nel 1913 sorse nelle vicinanze la scuola elementare Mazzini, in stile liberty. Nel 1906 poi, si sviluppò il nuovo polo militare torinese attorno alla attuale Piazza d'Armi, incluse le aree di Corso Stupinigi (attuale Corso Unione Sovietica) e la zona fino a via Tirreno (dove sorse l'eliporto). Nel periodo 1908-1914 infatti, furono costruiti i seguenti complessi militari:
- la Caserma militare Montegrappa, in stile eclettico, Corso Monte Lungo/Via Tirreno
- la Caserma militare Vittorio Morelli di Popolo, in stile eclettico, lungo il Corso Stupinigi (attuale Corso Unione Sovietica)
- la Caserma militare Vittorio Dabormida, in stile neogotico, Corso Stupinigi/Corso Lepanto

Tali caserme furono demilitarizzate con l'abolizione del servizio militare obbligatorio in Italia nel 2005.
- l'Ospedale militare "Alessandro Riberi" invece, terminato nell'autunno del 1913 e inaugurato il 5 luglio del 1914 con un'area complessiva di 85000 m2 tra la fine di Corso Vinzaglio (poi chiamato Corso IV Novembre) e Corso Orbassano, fu considerato uno dei migliori esempi di edilizia ospedaliera del tempo[10] e un "prodigio di modernità"[11]. La palazzina centrale est fu destinata al Comando Regionale della Guardia di Finanza. In occasione dei Giochi Olimpici Invernali 2006, l'ospedale militare fu ampiamente ristrutturato in diciannove delle venticinque palazzine interne, diciassette delle quali furono destinate a oltre mille giornalisti durante l'evento olimpico, e due per assicurare una migliore collocazione del Centro Militare di Medicina Legale. La struttura, tornata all'Esercito, fu riqualificata nell'attuale "Comprensorio A. Riberi" (Via Barletta ang. C.so IV Novembre), sia per dare ospitalità ai nuovi militari in servizio, sia per creare un nuovo poliambulatorio medico.[12].

Sempre nel settore della sanità ospedaliera, spicca anche l'Ospedalino Koelliker, ancor oggi esistente, tra corso Unione Sovietica e corso Galileo Ferraris, a est dello stadio e a ridosso del Borgo Filadelfia (quartiere Lingotto), fondato nel 1928 dalla omonima famiglia come ospedale infantile, spinta dal lutto di ben due figli persi in tenera età, fu costruito da Armando Melis De Villa, quindi lungamente diretto dai primari Baudolino Mussa ed Enrico Mensi. Fu donato ai Missionari della Consolata come policlinico per adulti nel 1958. Nella stessa zona, l'asilo infantile all'angolo di Corso Sebastopoli, e il grazioso isolato di alcune ville d'epoca d'inizio Novecento, tra Via Contratti e Piazzale San Gabriele da Gorizia.

A partire dagli anni cinquanta, l'espansione urbanistica avvenne soprattutto verso occidente. Nel 1950, fu costruita la Centrale del Latte di Torino in Via Filadelfia, con la ciminiera sul retro alta ben 65 metri, mentre nel 1953, al fondo di via Buenos Aires, sorse l'officina di biciclette Frejus, spostandosi dalla storica sede di Piazza Statuto (chiuse, però, nel 1959).

### Anni recenti

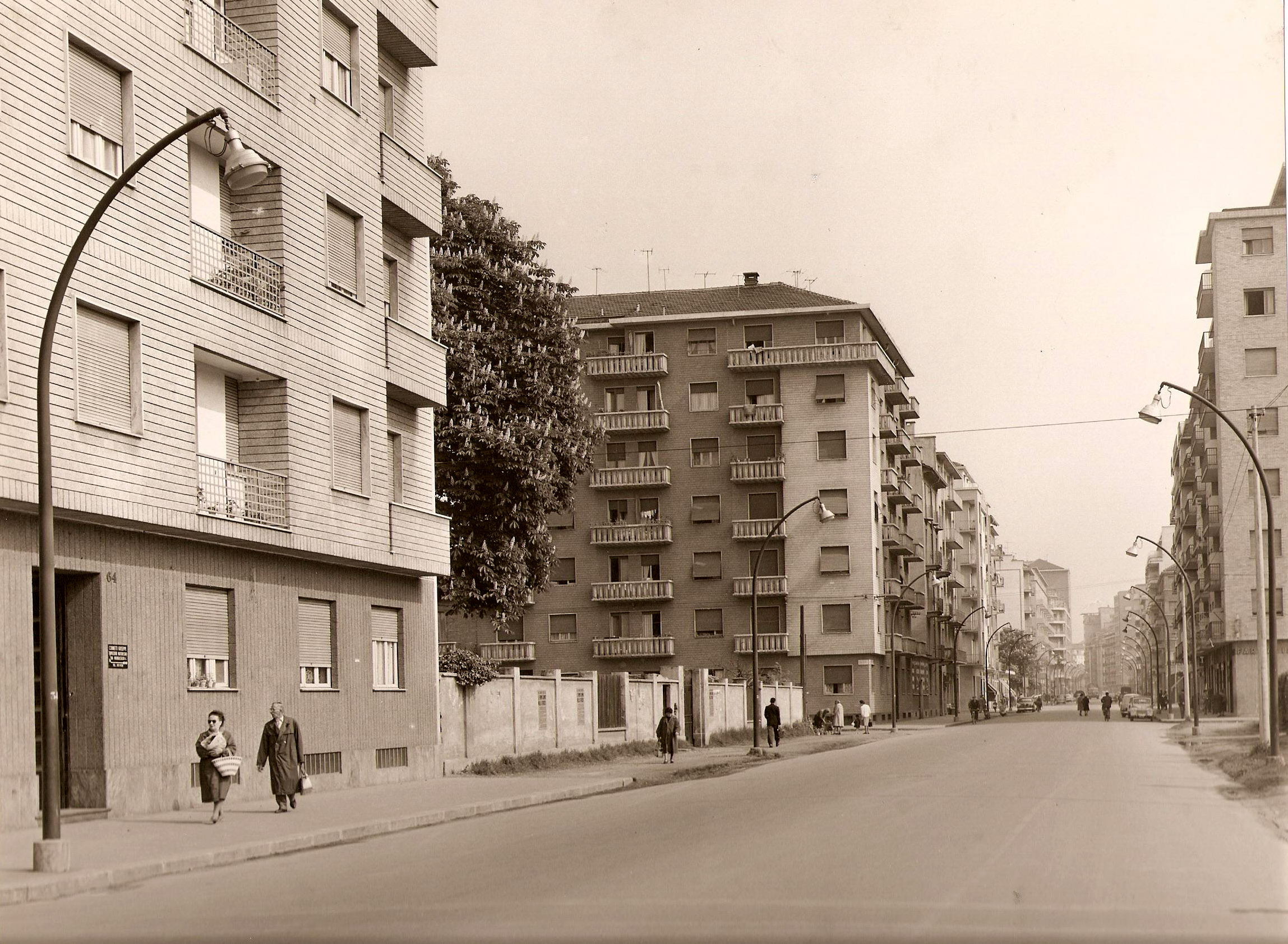
Illuminazione di via Tripoli realizzata da Guido Chiarelli negli anni sessanta

Nel 1961 si registrò un ulteriore aumento della popolazione, più del doppio rispetto ai dieci anni precedenti: gli abitanti passarono da 23.000 a ben 74.000. Il ritmo costruttivo si accentuò ancora, anche in conseguenza della legge sulle case popolari n. 167 del 1962. Tra il 1963 e il 1968, il quartiere crebbe disordinatamente, evidenziando molte carenze di servizi per l'enorme popolazione residente. Nel 1970 si toccarono i 104.191 residenti (evento che fece diventare il quartiere popolarmente noto come il borgo dei Centomila), con soli tre mercati e nessun ospedale; anche scuole, servizi sociali e sanitari, aree verdi risultavano insufficienti. Finalmente, nel 1972 nacque il primo comitato di quartiere, con funzioni di tipo consultivo. Dall'inizio degli anni settanta quindi, i servizi furono notevolmente migliorati, tanto da far assumere al quartiere un prestigio ed una qualità sociale, culturale ed economica ancor oggi degna di considerazione. Nel 1985, quando Santa Rita fu accorpato a Mirafiori Nord per formare la II Circoscrizione, nel quartiere c'erano ancora 80 000 abitanti residenti.. Ancor oggi, il quartiere è molto ricco di servizi e di commercio, e viene considerato decisamente ben servito. Il mercato rionale di Corso Sebastopoli risulta uno dei più frequentati dell'intera parte sud di Torino. Le tradizioni popolari restano: ogni sera del 22 maggio, ricorrenza della santa, si svolge un'affollata processione intorno al Santuario.

## Monumenti e luoghi d'interesse

### Il Santuario di Santa Rita

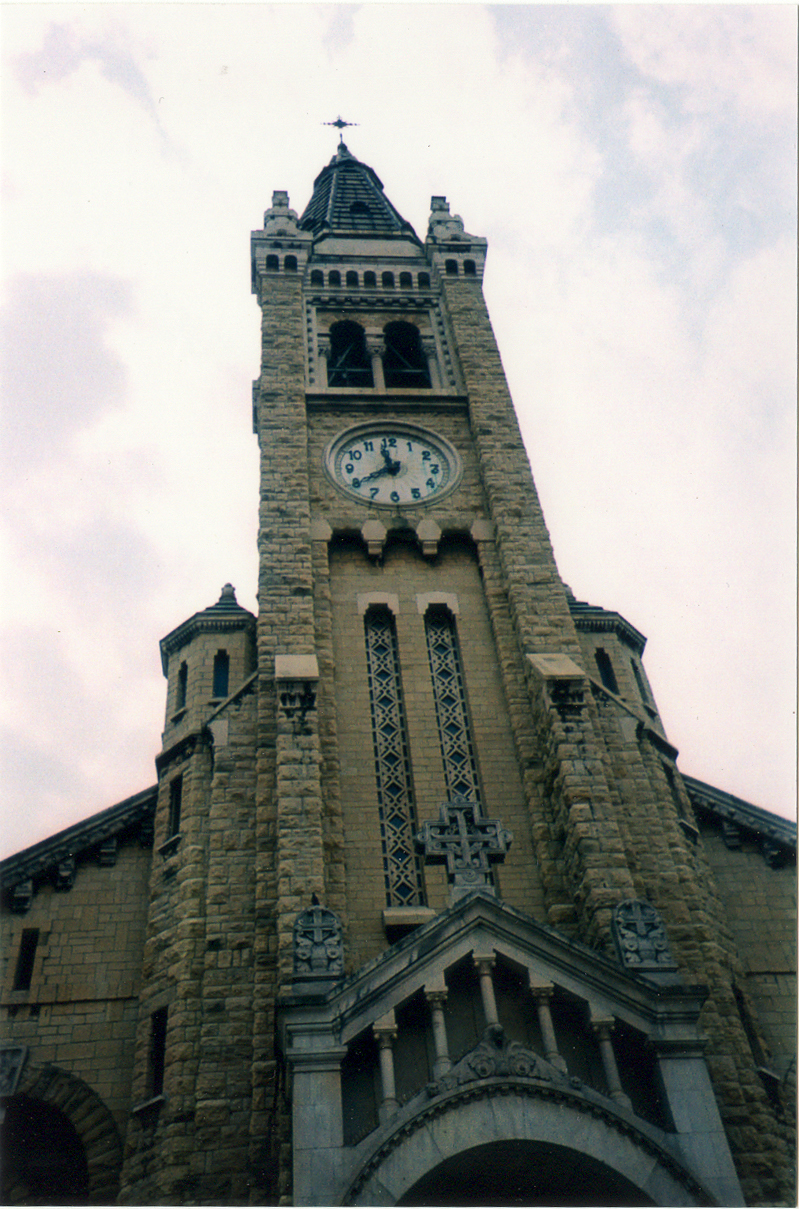
Facciata della chiesa di Santa Rita a Torino.

Si tratta di un ampio edificio religioso in stile neoromanico dedicato a Rita Lotti da Cascia, eretto tra il 1927 e il 1933, ma consacrato solo nel 1957, opera dell'architetto salesiano don Giulio Valotti. La sala è a tre navate e con l'annessione all'interno di una Cappella laterale, detta La Primitiva o Cappella delle Grazie, presente sul lato Via Vernazza. In fondo alla navata sinistra vi è l'organo a canne, più una piccola cappella, con un mezzobusto del fondatore, don Baloire. Le splendide vetrate colorate furono disegnate direttamente dal Valotti nel 1931, e riproducono nove momenti spirituali della vita della santa. Il Santuario contiene una statua della santa (opera di Luigi Aghemo), ottenuta da 200 kg di argento 900/1000, donati dai devoti nel periodo 1931-1933. Sul lato est del Santuario è annesso anche un oratorio, delle sale culturali ed un teatro sotterraneo.

### Lo Stadio Olimpico Grande Torino e il parco di Piazza d'Armi
L'attuale impianto sportivo denominato Stadio Olimpico Grande Torino presente nel quartiere è, in realtà, il risultato dell'opera di riqualificazione avvenuta nel 2006, in occasione dei Olimpiadi invernali, sulla struttura del precedente Stadio detto Municipale, poi Comunale. Quest'ultimo, fu eretto nel 1932, sui terreni dei Tetti Varrò e cascina Osazza, voluto e titolato dapprima a Mussolini, quindi successivamente rinominato Vittorio Pozzo. Lo stadio ospita anche il Palasport Olimpico o Pala-Isozaki, oggi ridenominato PalaAlpitour, sul lato settentrionale (storicamente detto "Curva Maratona", oggi Piazzale pedonale "Grande Torino"), quindi una piscina comunale e una piscina privata su Corso Ferraris, il centro di medicina dello sport e il Palanuoto sulla Via Filadelfia.

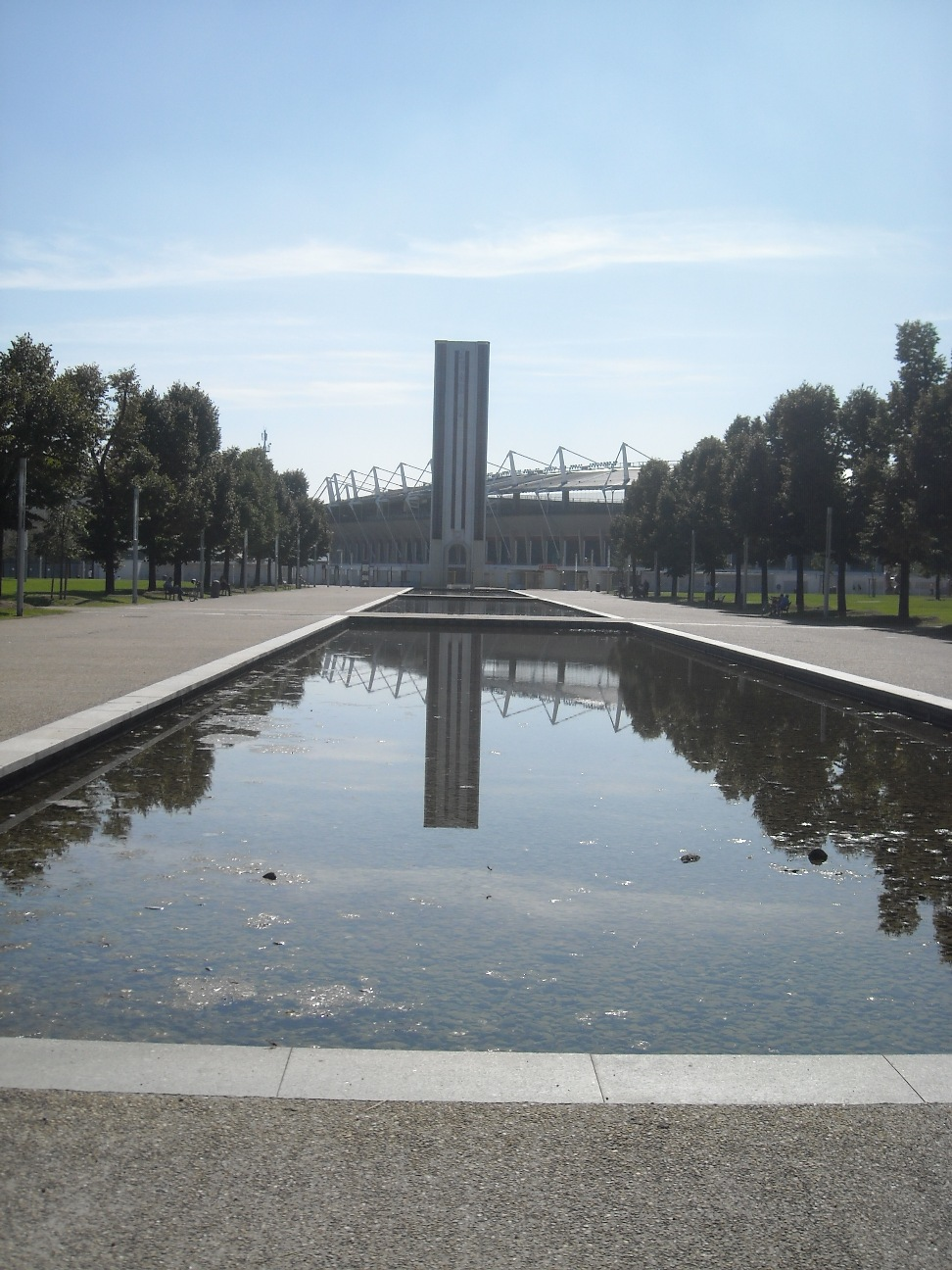
Laghetto di Piazza d'Armi, con la torre Maratona e lo stadio Olimpico Grande Torino sullo sfondo

Il parco popolarmente noto come "Piazza d'Armi", fu invece creato e utilizzato effettivamente a tale scopo dall'esercito militare, nel periodo compreso tra il 1906 e il 1970 circa. Ospitò, dal 1959 al 1971, anche l'Eliporto "Aldo Cavallo". Il comune poi, acquistò i due terzi meridionali del vasto terreno, per farne un grande parco pubblico di circa 220000 m2, mentre la restante parte settentrionale fu sostituita dall'espansione edilizia dell'adiacente quartiere Crocetta. Il parco fu ufficialmente inaugurato nel 1973, col nome di Parco Cavalieri di Vittorio Veneto (nome, tuttavia, poco usato), e soltanto lo spezzone centrale rimase proprietà dell'esercito. 

La parte sud del parco invece, a ridosso del suddetto stadio, fu anch'essa trasformata in occasione delle Olimpiadi del 2006, con la creazione di una piazza pedonale di 20000 m2, che sostituì il preesistente tratto continuo di corso Sebastopoli.. Fu costruito un piccolo specchio d'acqua in asse con la Torre Maratona, quindi l'opera artistica in rame chiamata Punti di vista, dell'inglese Tony Cragg, e il camino del braciere olimpico dello stadio, che fu acceso nel 2006. All'interno del parco è presente anche un'oasi naturalistica, dove nidificano varie specie di uccelli.

### Villa Amoretti e Parco Rignon

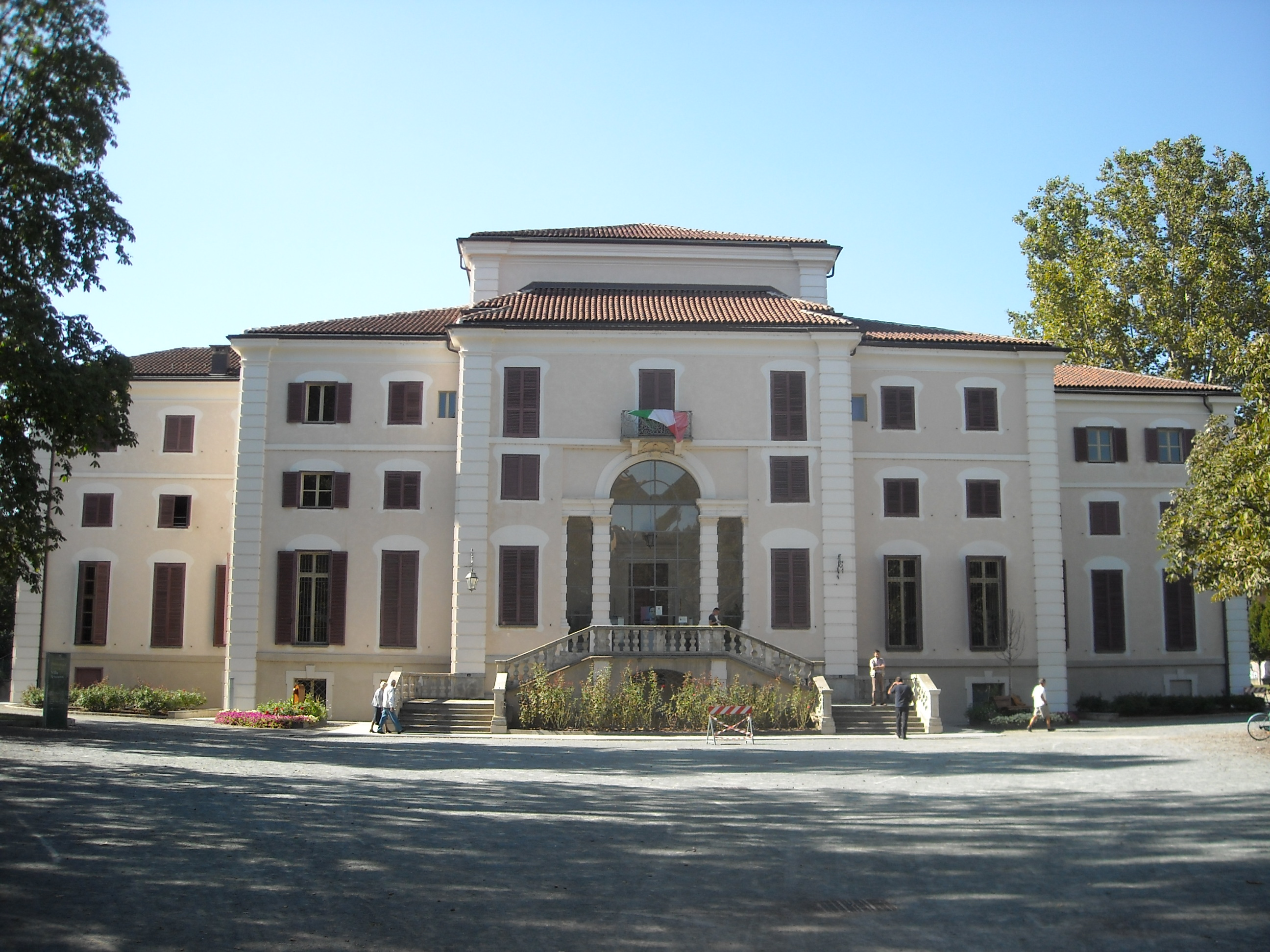
Villa Amoretti.

Nel 1650, la villa del Parco Rignon era ancora una semplice cascina, quando l'acquistò Giambattista Amoretti, un giovane prete ligure, divenuto poi elemosiniere e diplomatico presso la corte ducale di Carlo Emanuele II. Il podere fu poi acquistato dai marchesi di Osasio e fu edificata l'attuale villa nel 1730-1740. L'ultimo discendente, il marchese Carlo, ebbe una sola figlia, che morì nel 1807, lasciando quindi la villa in eredità ai Guasco di Castelletto, famiglia della madre. La proprietà passò quindi ai conti Paolo Luigi e Pietro Amedeo Rignon, poi a Felice, sindaco di Torino e senatore del Regno, ed Enrico. Il figlio di quest'ultimo, Vittorio, proprietario unico nel 1899, la fece ristrutturare, abbattendo i rustici adiacenti, e ingrandendo il parco con delle nuove scuderie e un'arancera.
Nel 1970 il Comune acquistò la villa e la adibì a biblioteca civica.
Nell'anno 2004 fu aggiunto un nuovo padiglione sul retro, per ospitare nuove aree culturali.

### Regio Istituto di Riposo per la Vecchiaia

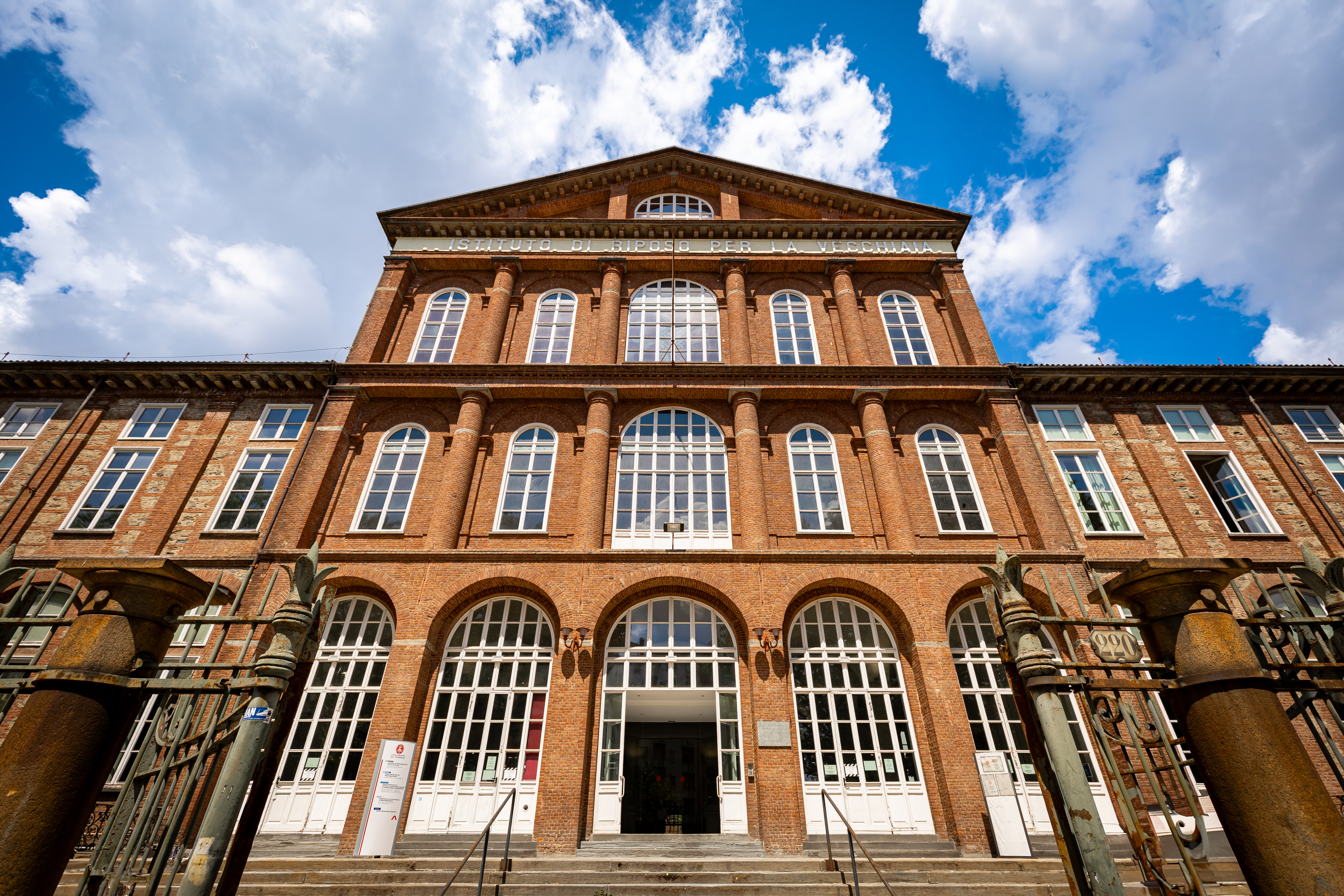
Facciata padiglione centrale del Regio Istituto di Riposo per la Vecchiaia

Il grande edificio su Corso Unione Sovietica a ridosso del quartiere Lingotto, popolarmente noto col nome di Poveri Vecchi, fu progettato da Crescentino Caselli, allievo di Alessandro Antonelli, e costruito tra il 1883 e il 1887 per sopperire alla ormai evidente inadeguatezza dell'antica sede dell'Ospizio Generalissimo di Carità, nel palazzo noto come Palazzo degli Stemmi, che si affacciava su via Po, per essere destinato a poveri, anziani e malati. Nel 1942 assunse la denominazione di Regio Istituto di Riposo per la Vecchiaia.
L'edificio rappresenta uno dei maggiori interventi edilizi dell'Ottocento nella città di Torino. Poteva ospitare fino a duemila persone tra ricoverati e personale. Con una superficie di 25.000 metri quadrati e un volume di 450.000 metri cubi, il complesso si estende sopra un'area di 450 m per 300 m e la facciata ha una lunghezza di 351,5 m: è costituito da cinque padiglioni, collegati frontalmente da una manica a due piani che chiude i 4 cortili sul lato sud. I quattro padiglioni laterali sono di tre piani da 7 metri ciascuno, mentre il padiglione centrale è più alto rispetto agli altri poiché, oltre ai due piani di 7 metri, si innalza per altri 10 metri per ospitare la chiesa. La tecnica costruttiva laterizia della struttura di Caselli, di cui costituisce il maggior esempio, è impostata su un tracciato modulare di rigorosa regolarità e simmetria, con copertura incombustibile a volte laterizie. Le intelaiature sistematiche di tiranti in ferro si ripetono ad ogni piano dell'edificio assicurando la solidità di cui necessita. 
Nei pesanti bombardamenti che colpirono l'edificio durante la seconda guerra mondiale, il padiglione Sud venne in gran parte distrutto, per essere poi ricostruito negli anni Sessanta senza seguire il progetto originario. L'edificio, tra gli anni Ottanta e il primo decennio degli anni Duemila, ha subito diversi interventi di modernizzazione, fra i quali l'aggiunta di parti in vetro e acciaio su progetto dell'architetto Andrea Bruno e più recentemente l'aggiunta di un nuovo corpo di fabbrica, inaugurato nel 2009, seminterrato a tre livelli, situato nel cortile tra il padiglione centrale e il padiglione adiacente in direzione Nord. 
Attualmente l'edificio ospita la Scuola di Management ed Economia dell'Università degli Studi di Torino, il Consorzio Consorzio CSI-Piemonte, servizi dell'ASL e uffici del Comune di Torino e la parte sud ricostruita ospita una residenza per anziani.

## Impianti sportivi e parasportivi
- Stadio Olimpico Grande Torino

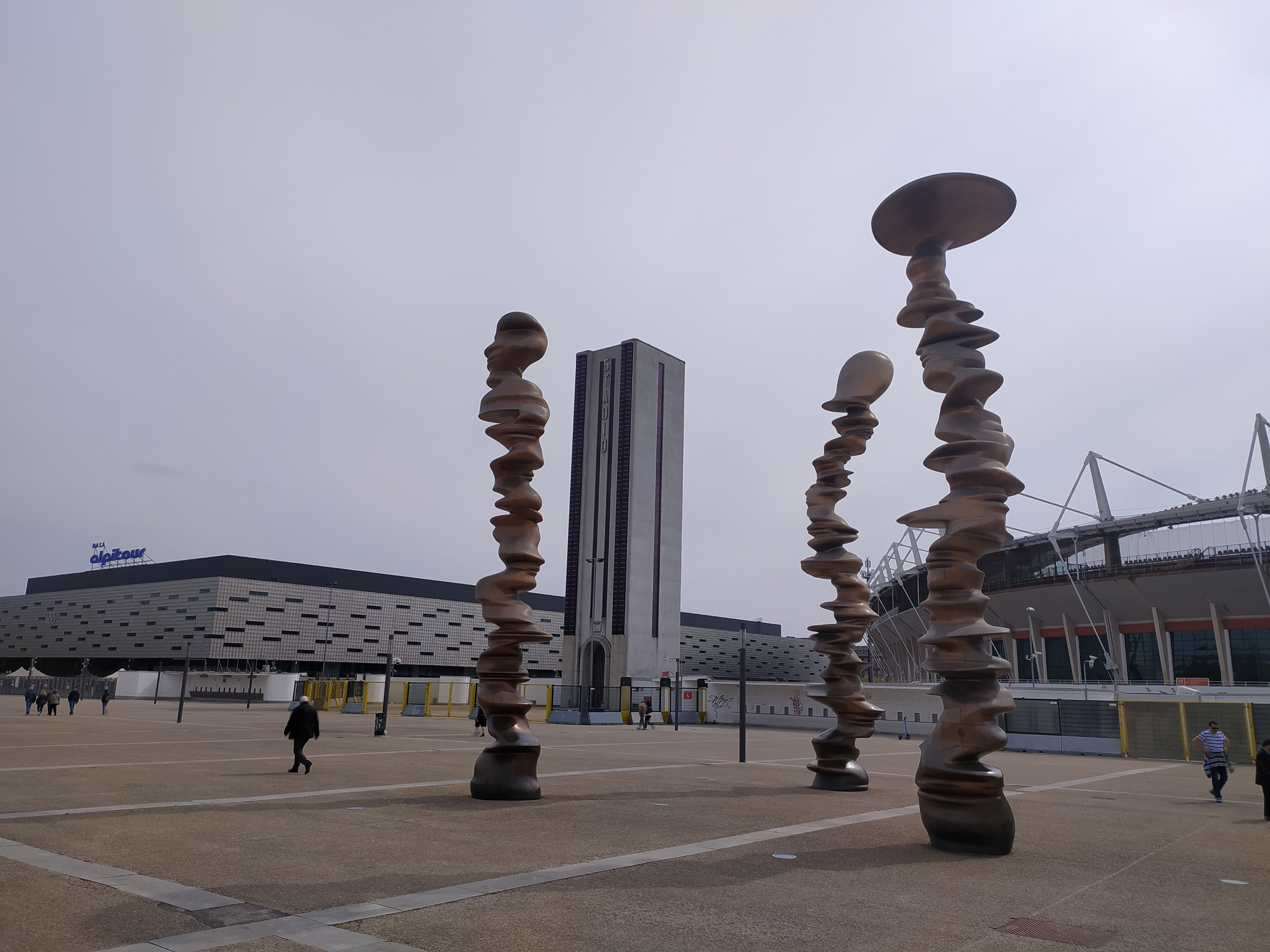
Piazzale Grande Torino con la scultura di Tony Cragg

- Palasport Olimpico (PalaIsozaki o PalaAlpitour)
- Istituto Medicina dello Sport
- Piscina Stadio Monumentale
- Palazzo del Nuoto (o PalaNuoto)
- Piscina Galileo Ferraris Aquatica
- Circolo della Stampa - Sporting
- Centro nuoto "Sebastopoli"